# Dryope (Tochter des Dryops)
Dryope (altgriechisch Δρυόπη Dryópē) ist eine Gestalt der griechischen Mythologie. Sie ist die Tochter des Dryops oder des Eurytos von Oichalia und mit Apollon die Mutter des Amphissos.
Bei ihrer Geschichte handelt es sich um eine Strafverwandlung, bei welcher Dryope, ähnlich der Daphne, in einen Baum verwandelt wird, da sie an einem Kratersee mit Myrrhesträuchern von einem Lotosbaum Blüten pflückt, ohne zu wissen, dass es sich bei dem Baum um die verwandelte Nymphe Lotis handelt. Ihr Unwissen bewahrt sie jedoch nicht vor der Strafe. Erzählt wird die Geschichte teilweise aus der Perspektive ihrer Schwester, welche die Verwandlung beobachten musste.
Antoninus Liberalis erzählt in Anlehnung an die Metamorphosen von Nikandros aus Kolophon eine andere Geschichte. Demnach sah Apollon Dryope wie sie zusammen mit ihren Freunden, den Hamadryaden, auf dem Berg Oita tanzte und die Herden ihres Vaters hütete. Um sich ihr ungestört nähern zu können, verwandelte sich Apollon in eine Schildkröte, mit der Dryope und die Nymphen schließlich anfingen zu spielen. Als Dryope die Schildkröte auf dem Arm hielt, verwandelte sich das Tier bzw. Apollon in eine Schlange. Aus Angst liefen die Hamadryaden fort und ließen Apollon mit Dryope allein. Wenige Zeit später heiratete Dryope Andraimon, Sohn des Oxylos, und gebar Amphissos, Sohn des Apollon. Eines Tages, als Dryope auf dem Weg in den Tempel war, überfielen sie die Hamadryaden, verwandelten sie in eine Nymphe und ließen eine Pappel und eine Quelle zurück. Amphissos ließ an dieser Stelle einen heiligen Schrein errichten.